# تشارلز إسترلي سيفيرن
تشارلز إسترلي سيفيرن (5 يوليو 1872 - 14 ديسمبر 1929)، من شيكاغو، إلينوي، من هواة جمع الطوابع، وقد كرّس حياته المهنية بأكملها كمحرر لمنشورات هواة جمع الطوابع.

## سيرته
في صحيفة أخبار الطوابع الأسبوعية لميكيل، التي أسسها تشارلز هافيلاند ميكيل، عُين سيفيرن في البداية مراسلاً لمدينة شيكاغو عام 1894. وفي عام 1898، أصبح سيفيرن محرراً ومالكاً جزئياً للصحيفة لبقية حياته. وخلال فترة عمله بمجلة أخبار الطوابع الأسبوعية لميكيل، نشرت الدورية عدداً من الدراسات والمقالات الهامة في مجال الطوابع، كما اشترى المجلة المنافسة "ويكلي هواة الطوابع" التي أصبحت الآن جزءاً من شركة ميكيل. وفي عام 1915، أسس تشارلز سيفيرن و دبليو دبليو جويت وويلارد أوتيس ويلي شركة سيفيرن-ويلي-جويت، وكان سيفيرن رئيساً لها. كان المشروع ناجحًا، وعندما توفي سيفرن، تولت زوجته إيفلين ماري ويلدون سيفيرن رئاسة الشركة.

## هواية جمع الطوابع
كان سيفيرن عضوًا في جمعية شيكاغو لهواة جمع الطوابع في شيكاغو منذ عام 1887، وشغل عددًا من المناصب داخل الجمعية. وعُيّن مديراً مدى الحياة في عام 1912.

## التكريم
كان سيفيرن أحد الموقعين الأوائل على قائمة هواة جمع الطوابع المميزين في عام 1921.
وأدرج اسمهُ في قاعة مشاهير الجمعية الأمريكية لهواة جمع الطوابع ضمن أول مجموعة من خمسة عشر هاوي من هواة جمع الطوابع في عام 1941.